# Karen Forkel
Karen Forkel (Woffen, Alemania, 24 de septiembre de 1970) fue una atleta alemana, especializada en la prueba de lanzamiento de jabalina en la que llegó a ser campeona mundial en 1993.

## Carrera deportiva
En el Mundial de Stuttgart 1993 ganó la medalla de plata en el lanzamiento de jabalina, con una marca de 65.80 metros, tras la noruega Trine Hattestad y por delante de bielorrusa Natalya Shikolenko.